# Grajaú (bairro de São Paulo)
Grajaú é o principal bairro do distrito do Grajaú, na Zona Sul do município de São Paulo, no estado de São Paulo, no Brasil. Situa-se próximo ao Jardim Eliana e Jardim Lucélia. Conta com lojas, padarias e supermercados.

## Topônimo
O topônimo "Grajaú" é derivado do termo tupi karaîá'y, que significa "rio dos carajás" (karaîá, carajá + 'y, rio).

## Cultura
No bairro estão situadas as escolas de samba Estrela do Terceiro Milênio e Em Cima da Hora Paulistana.